# شبكة معلومات الأراضي القاحلة
شبكة معلومات الأراضي القاحلة هي منظمة كينية الأساس، وهي منظمة غير هادفة للربح وتسعي لتبادل الأفكار والخبرات بين «وكلاء تغيير القواعد الشعبية». كما تهدف إلى تمكين هؤلاء الوكلاء من التعلم من بعضهم البعض عن طريق بناء القدرات وما يعنيه الاستخدام المبتكر لتكنولوجيا المعلومات والاتصالات.